# 佐藤雅一
佐藤 雅一（さとう まさかず、1951年〈昭和26年〉3月20日 - ）は、日本の政治家。元新潟県魚沼市長（1期）、元魚沼市議会議員（1期）。

## 来歴
新潟県立小出高等学校卒業。1977年（昭和52年）4月、小出郷広域事務組合に勤務。総務課長を経て2004年（平成16年）10月、同組合を退職。
2009年（平成21年）、魚沼市議会議員選挙に初当選。2013年（平成25年）の市議選には出馬しなかった。
2016年（平成28年）9月1日、次期魚沼市長選挙に立候補する意向を表明。同年12月4日に行われた市長選で現職の大平悦子を240票の小差で破り初当選した。12月12日、市長就任。選挙の結果は以下のとおり。
※当日有権者数：32,082人 最終投票率：67.90%（前回比：-4.44pts）
| 候補者名 | 年齢 | 所属党派 | 新旧別 | 得票数   | 得票率 | 推薦・支持 |
| -------- | ---- | -------- | ------ | -------- | ------ | ---------- |
| 佐藤雅一 | 65   | 無所属   | 新     | 10,794票 | 50.56% |            |
| 大平悦子 | 60   | 無所属   | 現     | 10,554票 | 49.44% |            |

2020年（令和2年）の市長選で旅行会社社長の内田幹夫に敗れ落選した。
※当日有権者数：30,325人 最終投票率：68.49%（前回比：＋0.59pts）
| 候補者名 | 年齢 | 所属党派 | 新旧別 | 得票数   | 得票率 | 推薦・支持 |
| -------- | ---- | -------- | ------ | -------- | ------ | ---------- |
| 内田幹夫 | 65   | 無所属   | 新     | 11,017票 | 53.8%  |            |
| 佐藤雅一 | 69   | 無所属   | 現     | 9,460票  | 46.2%  |            |

2022年春の叙勲で旭日双光章を受章。